# 非日常研究会
非日常研究会（ひにちじょうけんきゅうかい、Institute of the Unusual、IOU）とは、かつて同文書院が出版したサブカルチャー・ハウツーシリーズ本「非日常実用講座」を執筆した日本の企画・著作者集団である。1990年代半ばから2000年頃まで活動した。代表幹事は S. ヒュージエイカー。

## 概要
著作における記述によると、彼らは自らを「天下泰平の世にあっても『いざという時の心構え』を忘れず、ありとあらゆる非日常的な出来事を想定しては、会員相互の徹底的な議論と検証によってどんな人にも役に立つ完璧な解決法を編み出し、社会に貢献することを無上の喜びとする心優しいボランティア研究者の集団」と称している。
IOUの会訓は以下の3項目である。
- 実践的な研究者であれ！
- 人類と地球環境に寄与する研究者であれ！
- シャレのわかる研究者であれ！

## 会員
IOUには、その出版物のカバーする領域が多岐に渡り、なおかつ短期間において多作であることから、かなり多くの会員が存在するものと思われる。
執筆メンバーは、企画編集を担当した李康彦が直接声を掛けたか、あるいは彼が所属する出版物企画・編集制作会社である株式会社ゴーシュが集めたと推定されるライターたちである。代表幹事の S. ヒュージエイカーはもちろん架空の人物である。
主な会員を以下に示す（順不同、括弧内は当時の所属）。
- 李康彦（ゴーシュ）：出版プロデューサー・ライター
- 石黒圭吾(ゴーシュ)
- 宇田川咲子（ゴーシュ）
- 高月靖（ゴーシュ）：韓流雑学ライター
- 立花律子（ゴーシュ）
- 安部英明
- 大越理恵
- 影山雄一
- 佐口賢作：インタビュー仕事中心のライター
- 種子島健吉：フリーテクニカルライター
- 手塚美子［手塚よしこ］
- 南雲津久美　[南雲つぐみ]
- 広田恵介［廣田恵介］：オタク系アニメ・フリーライター
- 福地誠：フリーライター、専門は麻雀と教育
- 福永一彦：フリーライター
- 松岡大悟［大悟］：フリーライター兼イラストレーター兼編集者
- 峯尾英利

### 製作
- 株式会社ゴーシュ
- 株式会社ゲンシ
- 李康彦
- 高月靖
- 石黒圭吾
- 福永一彦
- 安部英明
- 南雲津久美
- 立花律子
- 松岡大悟
- 宇田川咲子

### 執筆
- 安部英明
- 影山雄一
- 種子島健吉
- 福永一彦
- 南雲津久美
- 手塚美子
- 福地誠
- 峯尾英利
- 佐口賢作
- 高月靖
- 広田恵介
- 大越理恵

### イラスト
- いつきたかし［伊月孝志］：漫画家・イラストレータ
- よこやまひろき：イラストレータ
- 福留朋之：イラストレータ・漫画家
- 松岡大悟
- 高月靖
- 小山岡宏樹

## 作品リスト
IOUの著作は、以下の「非日常実用講座」のみである。
| タイトル | ISBN               | 出版日         | 備考   |
| --- | ------------------ | -------------- | ------ |
| 非日常実用講座(1) ジャンボ・ジェット機の飛ばし方 | ISBN 9784810371871 | 1994年3月10日  | 韓新文 |
| 非日常実用講座(2) ライオンの飼い方―猛獣・海獣・珍獣・巨獣といっしょに暮らす!! 新潮OH!文庫におけるタイトル「非日常実用講座 ライオンの飼い方キリンとの暮らし方」 | ISBN 9784810372489 | 1995年3月10日  | 新文   |
| 非日常実用講座(3) 戦場の歩き方 | ISBN 9784810373189 | 1996年8月2日   | 新     |
| 非日常実用講座(4) 宇宙ステーションの作り方―無重力ライフをエンジョイしよう!! 同文新書におけるタイトル「宇宙空間での暮らし方」                                   | ISBN 9784810373615 | 1996年12月6日  | 韓新   |
| 非日常実用講座(5) 独り暮らしのワンルーム養殖場の開き方 同文新書におけるタイトル「ワンルーム養殖場の作り方」                                                    | ISBN 9784810373943 | 1997年4月15日  | 新     |
| 非日常実用講座(6) 地球滅亡後の生き残り方―世紀末バイブル | ISBN 9784810374308 | 1997年8月7日   | 新     |
| 非日常実用講座(7) スーパーロボットの動かし方 | ISBN 9784810374476 | 1997年10月22日 | 新     |
| 非日常実用講座(8) スーパーメカの動かし方 | ISBN 9784810374964 | 1998年3月      | 新     |
| 非日常実用講座(9) 巨大ピラミッドの作り方 | ISBN 9784810375176 | 1998年6月24日  |        |
| 非日常実用講座(10) スーパーロボットの動かし方2―ロボット操縦の「傾向と対策」最新版！                                                                            | ISBN 9784810375312 | 1998年8月26日  | 新     |
| 非日常実用講座(11) ティラノサウルスの育て方 | ISBN 9784810375442 | 1998年10月6日  | 韓     |
| 非日常実用講座(12) スーパーヒーローのなり方 | ISBN 9784810375565 | 1998年12月8日  |        |
| 非日常実用講座(13) 独立国家の築き方 | ISBN 9784810375664 | 1999年2月10日  |        |
| 非日常実用講座(14) 空想生物の飼い方 | ISBN 9784810375732 | 1999年3月27日  |        |
| 非日常実用講座(15) プロ野球球団の作り方 | ISBN 9784810376159 | 1999年5月22日  |        |
| 非日常実用講座(16) 空想世界での暮らし方 | ISBN 9784810376395 | 1999年7月7日   |        |
| 非日常実用講座(17) 空想美少女とのつきあい方 | ISBN 9784810376630 | 1999年10月1日  |        |
| 非日常実用講座(18) 埋蔵金の掘り当て方 | ISBN 9784810376869 | 1999年12月8日  |        |
| 非日常実用講座(19) ゴルゴ13の倒し方 | ISBN 9784810377040 | 2000年3月15日  |        |
| 非日常実用講座(20) 傭兵ライフの極め方 | ISBN 9784810377316 | 2000年5月1日   |        |
| 非日常実用講座(21) 100m=9秒台での走り方 | ISBN 9784810377446 | 2000年9月15日  |        |

備考欄に「韓」を付したタイトルは韓国語版も出版されているものである。また「新」「文」が付されているものは、それぞれ新書版および文庫版が出版されていることを示す。

## その他
- 非日常実用講座の企画編集は、李康彦および株式会社ゴーシュが行っている。
- 非日常実用講座の各編集者および執筆者は、個人の活動記録でIOUでの経歴に触れていない。
- 同文書院からは、非日常実用講座を名乗る書籍がもう一冊出版されている。「非日常実用講座EX 魔法使いになる方法」（1997年6月発行: ISBN 9784810374193）がそれであるが、著者は「超常騎士団」とクレジットされており、特別編 (EX) という表記どおりIOUの作品ではない。
- 上記したように、新潮社からも同名の一部の書籍が「新潮OH!文庫」として発売されている。
- 非日常実用講座を企画した株式会社ゴーシュは韓国系の書籍を多く出版しており、上記表の如くIOUの著作もハングルに翻訳されて発行されたものがいくつかある。
- カバーデザイン・本文デザイン等の製版デザイン作業はタガワ名図堂 (TAGAWA MEIZUDO) が、写真撮影は縣写真事務所が行っている。

## 関連人物
- 田川博規（タガワ名図堂）：表紙AD
- 伊奈由美子（タガワ名図堂）：表紙オブジェ、表紙デザイン、本文デザイン
- 佐藤レイ子：図版ページデザイン
- 懸正三（縣写真事務所）：表紙写真撮影
- 五反田哲徳：製作協力